# Josh Prenot
Joshua Caleb Prenot –conocido como Josh Prenot– (Sedalia, 28 de julio de 1993) es un deportista estadounidense que compite en natación.
Participó en los Juegos Olímpicos de Río de Janeiro 2016, obteniendo una medalla de plata en la prueba de 200 m braza. Ganó una medalla de plata en el Campeonato Mundial de Natación en Piscina Corta de 2018, en los 200 m estilos.

## Palmarés internacional
| Juegos Olímpicos                    | Juegos Olímpicos        | Juegos Olímpicos | Juegos Olímpicos |
| Año                                 | Lugar                   | Medalla          | Prueba           |
| ----------------------------------- | ----------------------- | ---------------- | ---------------- |
| 2016                                | Río de Janeiro (Brasil) | Medalla de plata | 200 m braza      |
| Campeonato Mundial en Piscina Corta |                         |                  |                  |
| Año                                 | Lugar                   | Medalla          | Prueba           |
| 2018                                | Hangzhou (China)        | Medalla de plata | 200 m estilos    |